# Sulake
 Denne artikel bør gennemlæses af en person med fagkendskab for at sikre den faglige korrekthed.

Sulake (Udtales Su-La-Ke) er et finsk firma, der driver Habbo-kæden, Coca Cola Studio, Hotel Goldfish m.m. Sulake blev skabt i år 2000 af Sampo Karjalainen og Aapo Kyrölä, og har i dag en årlig indtjening på omkring 13 millioner euro.
Sulake har modtaget flere priser for sin virksomhed og produkter .
Sulake startede i 2000 og hovedkvateret er i Helsinki, Finland. Der er 3 kontorer over hele verdenen. 
Ifølge Dome.fi offentliggjorde Sulakes nye administrerende direktør, Paul LaFontaine, den 16. februar 2012, at mellem 40-60 ansatte – svarende til 25% – ville blive fyret fra de udenlandske kontorer med øjeblikkelig virkning. . Dette berørte de ansatte fra Danmark, Norge, Sverige, Tyskland, Storbritannien, Italien og Brasilien.